# Hans Zuidersma
Hans Zuidersma (Nieuwenhagen, 17 januari 1949) is een voormalig profvoetballer van onder meer Roda JC, FC Wageningen en Fortuna Sittard.
Zuidersma begon met voetballen bij SVN uit zijn geboortedorp. Hij maakt zijn debuut in het betaalde voetbal in de toenmalige tweede divisie bij SV Limburgia. Na de noodgedwongen terugkeer van SV Limburgia naar de amateurs in 1971, stapt Zuidersma over naar Roda JC, dat toen uitkwam in de eerste divisie.
Met de club uit Kerkrade promoveert de rechtsbuiten in mei 1973 naar de eredivisie. Het lukt Zuidersma echter niet om een vaste basisplaats te veroveren bij Roda JC. Halverwege het seizoen 1974/75 haalt Fritz Korbach hem op huurbasis naar FC Wageningen dat tegen degradatie uit de Eredivisie vecht. De komst van Zuidersma mag niet baten, want aan het einde van het seizoen degradeert FC Wageningen alsnog.
Zuidersma keert terug naar Limburg waar hij vanaf het seizoen 1975/76 gaat spelen voor dan nog Fortuna SC. Hij groeit in Sittard uit tot een gewaardeerde vaste kracht en speelt jaarlijks met Fortuna mee voor de bovenste plekken in de eerste divisie.
Uiteindelijk lukt het Zuidersma in het seizoen 1981/82 om de zo gewenste promotie te bewerkstelligen. Na één seizoen met vanaf dan Fortuna Sittard op het hoogste niveau te hebben gespeeld, maakt Zuidersma in het seizoen 1983/84 op 34-jarige leeftijd nog een opmerkelijke rentree bij zijn oude club Roda JC. Een seizoen later beëindigt hij zijn betaald voetbalcarrière bij Roda JC en keert terug bij de amateurs, waar Zuidersma nog 3 seizoenen in de Hoofdklasse speelt bij eerst Limburgia en later SVN.

## Profstatistieken
| Seizoen | Club            | Land      | Competitie     | Duels | Goals |
| ------- | --------------- | --------- | -------------- | ----- | ----- |
| 1970/71 | Limburgia       | Nederland | Tweede divisie | 32    | 0     |
| 1971/72 | Roda JC         | Nederland | Eerste divisie | 40    | 3     |
| 1972/73 | Roda JC         | Nederland | Eerste divisie | 23    | 1     |
| 1973/74 | Roda JC         | Nederland | Eredivisie     | 0     | 0     |
| 1974/75 | Roda JC         | Nederland | Eredivisie     | 2     | 0     |
| 1974/75 | → Wageningen    | Nederland | Eredivisie     | 14    | 2     |
| 1975/76 | Fortuna SC      | Nederland | Eerste divisie | 27    | 3     |
| 1976/77 | Fortuna SC      | Nederland | Eerste divisie | 30    | 1     |
| 1977/78 | Fortuna SC      | Nederland | Eerste divisie | 34    | 9     |
| 1978/79 | Fortuna SC      | Nederland | Eerste divisie | 36    | 3     |
| 1979/80 | Fortuna Sittard | Nederland | Eerste divisie | 33    | 12    |
| 1980/81 | Fortuna Sittard | Nederland | Eerste divisie | 23    | 11    |
| 1981/82 | Fortuna Sittard | Nederland | Eerste divisie | 34    | 15    |
| 1982/83 | Fortuna Sittard | Nederland | Eredivisie     | 26    | 8     |
| 1983/84 | Roda JC         | Nederland | Eredivisie     | 18    | 4     |
| Totaal  | Totaal          | Totaal    | Totaal         | 372   | 72    |